# هنري رانكين بور
هنري رانكين بور (بالإنجليزية: Henry Rankin Poore) هو رسام أمريكي، ولد في 21 مارس 1859، وتوفي في 15 أغسطس 1940.

## معرض صور

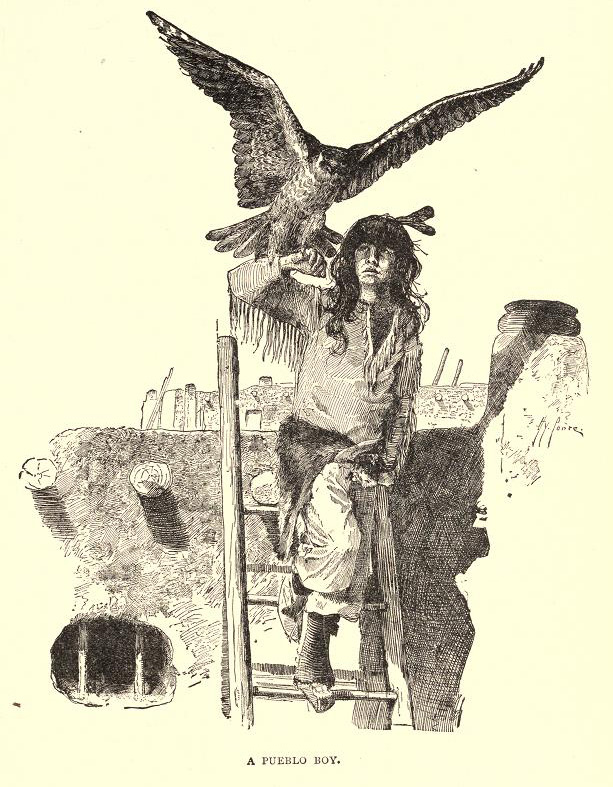
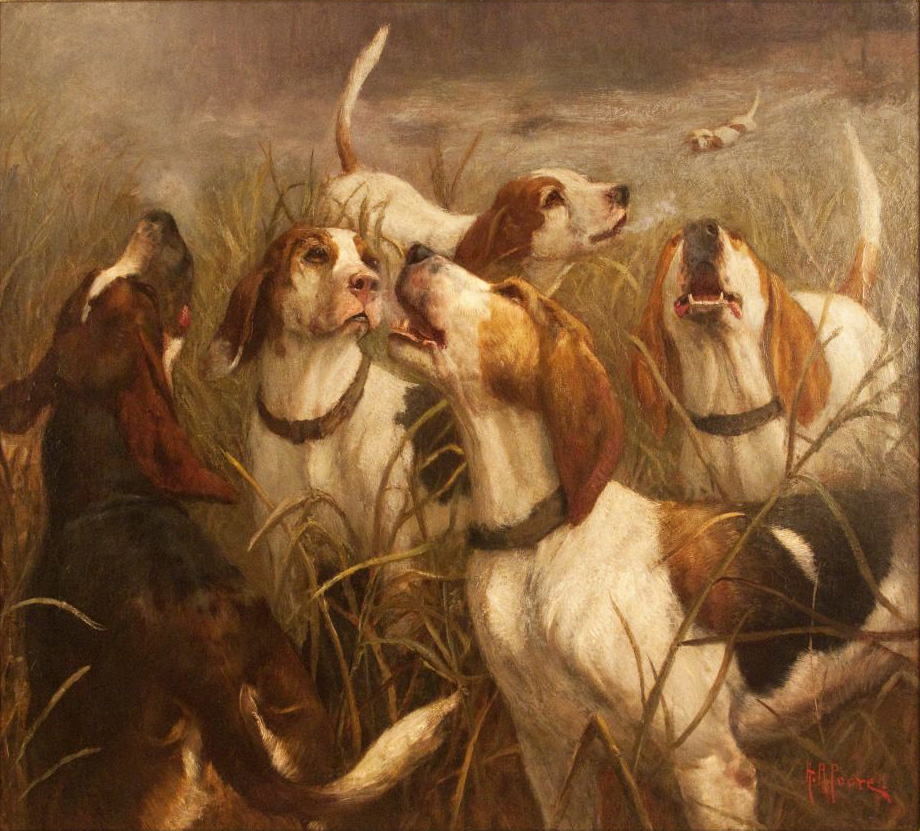
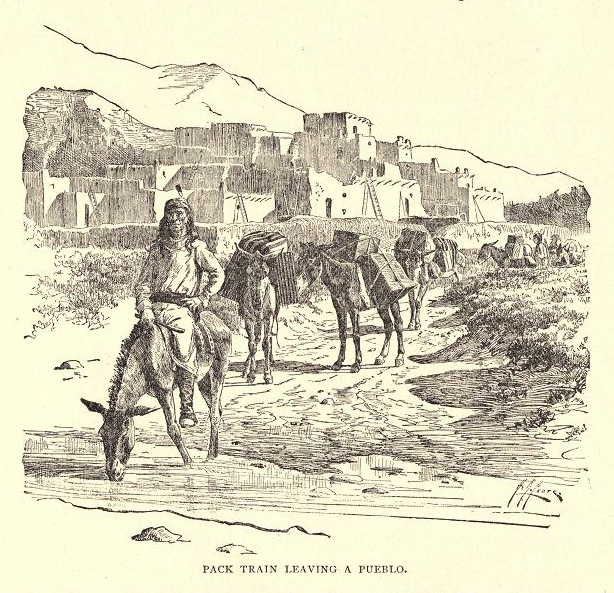
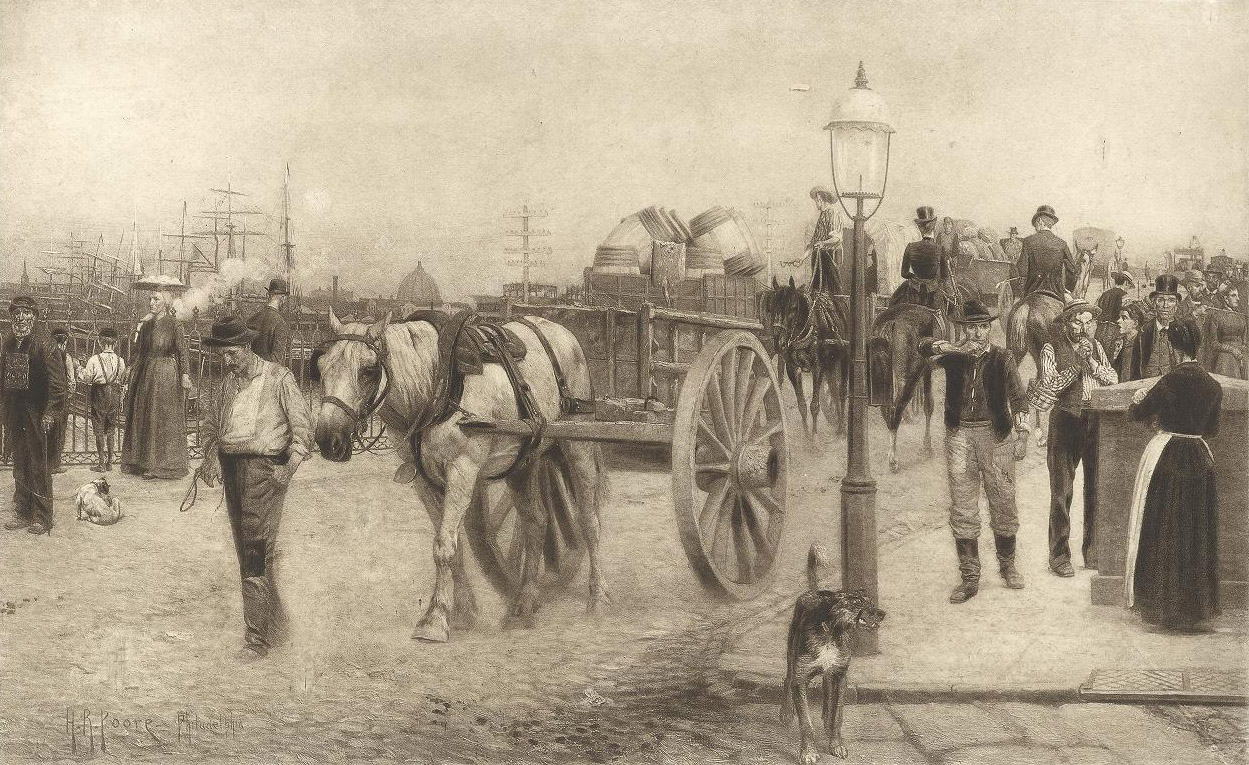
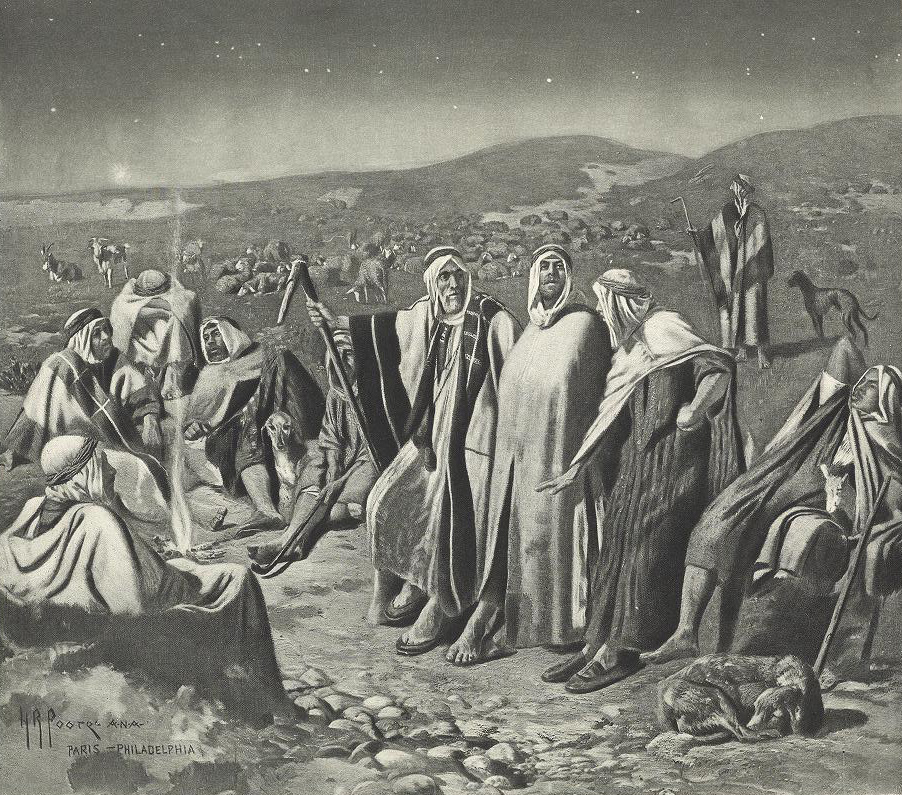

## وصلات خارجية
- هنري رانكين بور على موقع أوليمبيديا (الإنجليزية)